# Ануш Дастгір
Ануш Дастгір (Дарі: بلال آرزو / норв. Balal Arezou; нар. 28 грудня 1988, Кабул, Афганістан) — афганський та нідерландський футболіст, захисник та півзахисник, тренер національної збірної Афганістану та нідерландського клубу ВВ ДУНО.

## Клубна кар'єра
Народився в Афганістані, але виріс у Пакистані та Індії, оскільки його батько був політичним біженцем. До Нідерландів переїхав у юному віці. Почав займатися футболом у «57 Граве», де перебував у центрі для шукачів притулку. Потім переїхав до Гросбіка і завершив молодіжну кар'єру в НЕКу/«Оссі» та «ВВВ-Венло». Під час тренувальних зборів дебютував за «ВВВ-Венло». Кілька періодів виступав за аматорську команду «Неймегена», але в клубах вищих дивізіонів, таких як «ВВ Капелле» та «Ленден», не грав через травми.

## Кар'єра в збірній
Загалом Дастгір провів шість матчів за збірну Афганістану у період з 2015 по 2016 рік. 5 вересня 2015 року дебютував у стартовому складі в товариському матчі проти Лівану (2:0). На 89-й хвилині його замінив Сабер Азізі. У складі збірної Афганістану брав участь у чемпіонаті Південної Азії 2015 року, в якому в додатковий час команда програла фінал Індії.

## Кар'єра тренера
Після того, як Футбольна федерація Афганістану звільнила тренера національної збірної Петара Шегрта, Дастгіра призначили тимчасовим тренером національної збірної за ініціативою групи гравців на товариський матч проти Таджикистану (поразка 0:1), який відбувся 13 листопада 2016 року. З березня 2017 року став помічником нового тренера національної збірної Отто Пфістера і перестав займатися футболом. У сезоні 2017/18 також став помічником головного тренера аматорської команди «Неймегена», а починаючи з сезону 2018/19 років призначений головним тренером вище вказаного клубу. Коли Амір Хашемі залишив посаду головного тренера «НЕК Аматерс» у січні 2018 року через іншу зайнятість, Дастгір став новим головни тренером вище вказаної команди. 10 липня 2018 року Дастгір підписав 2-річний контракт на посаду головного тренера збірної Афганістану. Він змінив Отто Пфістера та поєднував вище вказану посаду зі своєю роботою з «НЕК Аматерс». З серпня 2018 року працював головним тренером збірної Афганістану з футболу. Дастгір очолив збірну Афганістану з футболу в кваліфікації до чемпіонату світу 2022 року та Кубку Азії 2023 року. У квітні 2020 року продовжив контракт з Футбольною федерацією Афганістану на 1 рік. Починаючи з сезону 2020/21 років також тренує ВВ ДУНО в Гофдклассе.

## Тренерська статистика
Станом на match played 16 November 2021
| Команда    | З                 | По                 | Досягнення | Досягнення | Досягнення | Досягнення | Досягнення | Пос. |
| Команда    | З                 | По                 | Іг         | В          | Н          | П          | % Перемог  | Пос. |
| ---------- | ----------------- | ------------------ | ---------- | ---------- | ---------- | ---------- | ---------- | ---- |
| Афганістан | 13 листопада 2016 | 14 листопада 2016  | 1          | 0          | 0          | 1          | 00.0       |      |
| Афганістан | 2 квітня 2018     | «„Теперішній час“» | 15         | 3          | 5          | 7          | 20,0       |      |
| ВВ ДУНО    | 1 липня 2020      | «„Теперішній час“» | 6          | 2          | 1          | 3          | 33,3       |      |
| Загалом    | Загалом           | Загалом            | 22         | 5          | 6          | 11         | 22,7       | —    |